# 지한초등학교
지한초등학교(池漢初等學校)는 대한민국 광주광역시 동구에 있는 공립 초등학교이다.

## 연혁
- 1997년 8월 31일 : 지원초등학교 폐교[1]
- 2017년 3월 1일 : 지한초등학교로 재개교
- 2020년 4월 초: 최초 온라인 개학